# 托爾圖加島

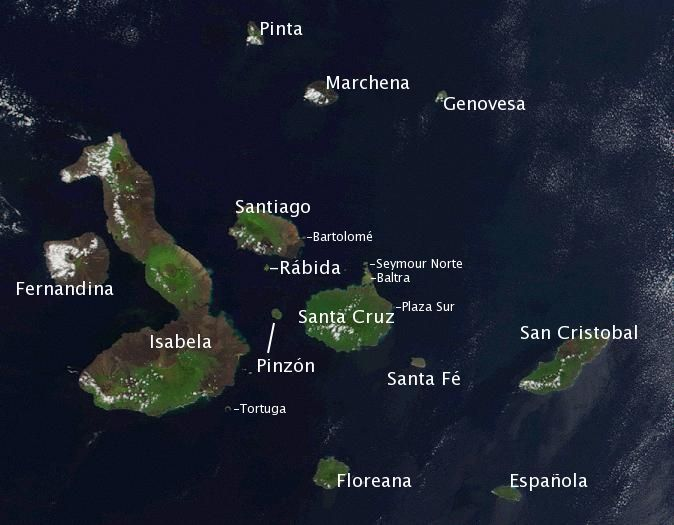

托爾圖加島是厄瓜多爾的島嶼，位於太平洋海域，距離伊莎貝拉島負責管轄，屬於加拉帕戈斯群島的一部分，面積1.3平方公里，島上無人居住。